# Greg Gross
Pour les articles homonymes, voir Gross.
Gregory Eugene Gross (né le 1er août 1952 à York, Pennsylvanie, États-Unis) est un joueur de champ extérieur ayant évolué dans les Ligues majeures de baseball de 1973 à 1989.
Il est aussi au cours de sa carrière entraîneur des frappeurs en ligues mineures et dans les majeures chez les Phillies de Philadelphie.

## Carrière
Greg Gross est drafté par les Astros de Houston en 4e ronde en 1970. Il joue sa première partie dans les majeures le 5 septembre 1973.
À sa saison recrue en 1974, il présente une moyenne au bâton de ,314 (la 3e plus élevée de la ligue), avec 185 coups sûrs (le nombre le plus élevé de sa carrière pour une saison unique) et 36 points produits. Il totalise également des sommets personnels de 21 doubles et 12 buts volés. Il termine deuxième au scrutin de la meilleure recrue de la Ligue nationale, un titre donné cette année-là à Bake McBride des Cards de Saint-Louis.
En 1975, sa moyenne au bâton baisse à ,294 mais il produit un record personnel de 41 points, et ce en 24 parties jouées et 106 présences au bâton de moins que la saison précédente.
Après la saison 1976, il est transféré aux Cubs de Chicago pour Julio Gonzalez.
À sa première année chez les Cubs, il frappe pour ,322. Après deux saisons à Chicago, il est impliqué dans une transaction à huit joueurs qui voit aussi Manny Trillo et Dave Rader prendre le chemin de Philadelphie, alors que Chicago reçoit Derek Botelho, Barry Foote, Jerry Martin, Ted Sizemore et le joueur des ligues mineures Henry Mack.
Gross joue 10 ans pour les Phillies, avec qui il se spécialise dans le rôle de frappeur suppléant. Il est d'ailleurs le joueur ayant frappé le plus grand nombre de coups sûrs comme frappeur suppléant (117) dans l'histoire de la franchise. Après la saison 2009, il occupait la 5e position à ce chapitre dans l'histoire des Ligues majeures.
Le voltigeur maintient une moyenne au bâton supérieure à ,300 au cours de trois saisons avec Philadelphie. Il affiche sa moyenne la plus élevée en carrière (,322) lors de la saison 1984.
En 1980, Gross remporte une bague de la Série mondiale avec les Phillies. Il participe également à la Série mondiale 1983, où Philadelphie s'incline devant Baltimore.
Après une décennie chez les Phillies, il signe comme agent libre avec Houston et dispute une dernière saison pour l'équipe avec laquelle il a fait ses débuts, les Astros.
Greg Gross a joué dans 1 809 parties au niveau majeur, frappant 1 073 coups sûrs, dont 143 comme frappeur suppléant. Il a maintenu une moyenne au bâton en carrière de ,287 avec 130 doubles, 46 triples, cinq coups de circuit, 449 points marqués et 308 points produits.

## Instructeur
De 1995 à 2000, Gross est instructeur en ligues mineures dans l'organisation des Rockies du Colorado.
Greg Gross devient instructeur sur le banc des Phillies de Philadelphie en 2001. L'année suivante, il accepte les fonctions d'entraîneur des frappeurs, un poste qu'il occupe jusqu'en 2004.
Après avoir servi comme entraîneur des frappeurs pour des clubs des ligues mineures affiliés à la franchise de Philadelphie, il revient à ce poste pour les Phillies en cours de saison 2010 après le congédiement de Milt Thompson. Son contrat n'est pas renouvelé après la saison 2012.